# Aníbal Tejada
Aníbal Tejada, född 7 april 1893, död 1 augusti 1945, var en uruguayansk fotbollsdomare och tränare.
Tejada dömde bland annat i många år i Copa America och han var en av domarna under den allra första VM-turneringen 1930. Där dömde han i matchen mellan Chile och Frankrike ut den första straffen någonsin i VM-historien, vilken tilldömdes Chile som sedan missade den.
Han tränade klubben Peñarol i början av 1940-talet och Uruguays herrlandslag under perioden 1945–1946.